# Waldemar Levy Cardoso
Waldemar Levy Cardoso (Rio de Janeiro, 4 de dezembro de 1900 – Rio de Janeiro, 13 de maio de 2009) foi um Marechal do Exército Brasileiro, que combateu na Segunda Guerra Mundial e foi Presidente da Petrobras. Viveu até a longeva idade de 108 anos, sendo o último Marechal brasileiro a morrer.

## Biografia
Filho de uma sefardita de origem argelina e marroquina e de pai descendente de portugueses, Waldemar Levy Cardoso ingressou na vida militar em 1914, no Colégio Militar de Barbacena. Saiu de lá em 1918, aos dezessete anos de idade, como Coronel-Aluno, por ter sido o primeiro colocado da sua turma. Em 1921, foi declarado Aspirante-a-oficial da arma de Artilharia. Sua primeira unidade foi o então 4º Regimento de Artilharia Montado (4º RAM), situado em Itu.
Em 1924 envolveu-se na revolta contra Artur Bernardes, quando foi preso e condenado a dois anos de prisão. Depois de cumprir a pena, o Supremo Tribunal Federal reviu seu caso e o condenou a mais três anos de detenção. Waldemar fugiu da pena e passou alguns anos escondido em Paranaguá, usando nome falso. Anistiado, envolveu-se na Revolução de 30, já como tenente. Foi então promovido a capitão.
Em fevereiro de 1935, matriculou-se na Escola de Estado-Maior, no Rio de Janeiro, concluindo o curso em dezembro de 1937. Em 1944, como tenente-coronel, seguiu com a Força Expedicionária Brasileira (FEB) para a Itália, para lutar na Segunda Guerra Mundial, onde foi o Comandante do 1º Grupo de Artilharia Expedicionário. Participou da Batalha de Monte Castello ao lado das tropas estadunidenses. Ele seria o co-autor da frase "Senta a Pua!", com o major-brigadeiro Fortunato Câmara de Oliveira, comandante da Esquadrilha Azul.
Após a volta da guerra, Levy Cardoso permaneceu na ativa do Exército. Em 1951, foi enviado para a Europa como adido militar às embaixadas do Brasil na França e na Espanha.
Retornando ao Brasil, comandou o 2º Regimento de Obuses em Itu, no período de 23 de setembro de 1953 a 20 de agosto de 1954. Em seguida, foi promovido a general-de-brigada.
Em 1957, foi nomeado para a chefia do Gabinete do Ministro da Guerra, general Henrique Teixeira Lott.
No período de 4 de março de 1960 a 24 de fevereiro de 1961, comandou a 2ª Região Militar, em São Paulo.
Comandou a 2.ª Divisão de Infantaria, também em São Paulo, entre 26 de outubro de 1961 e 16 de agosto de 1963.
Após o Golpe de 1964, assumiu a chefia do Departamento de Provisão Geral (DPG) do Exército. Passou para a reserva em 1966, com o posto de Marechal.
Em abril de 1967, foi nomeado presidente do Conselho Nacional do Petróleo, cargo que manteve até março de 1969, quando assumiu a presidência da Petrobras. Deixou a presidência em 30 de outubro de 1969. Entre 1971 e 1985, foi conselheiro da Petrobras.
No dia 19 de janeiro de 2008, já com 107 anos, esteve presente à cerimônia comemorativa dos 90 anos do Regimento Deodoro, hoje denominado 2.º Grupo de Artilharia de Campanha.

## Homenagens

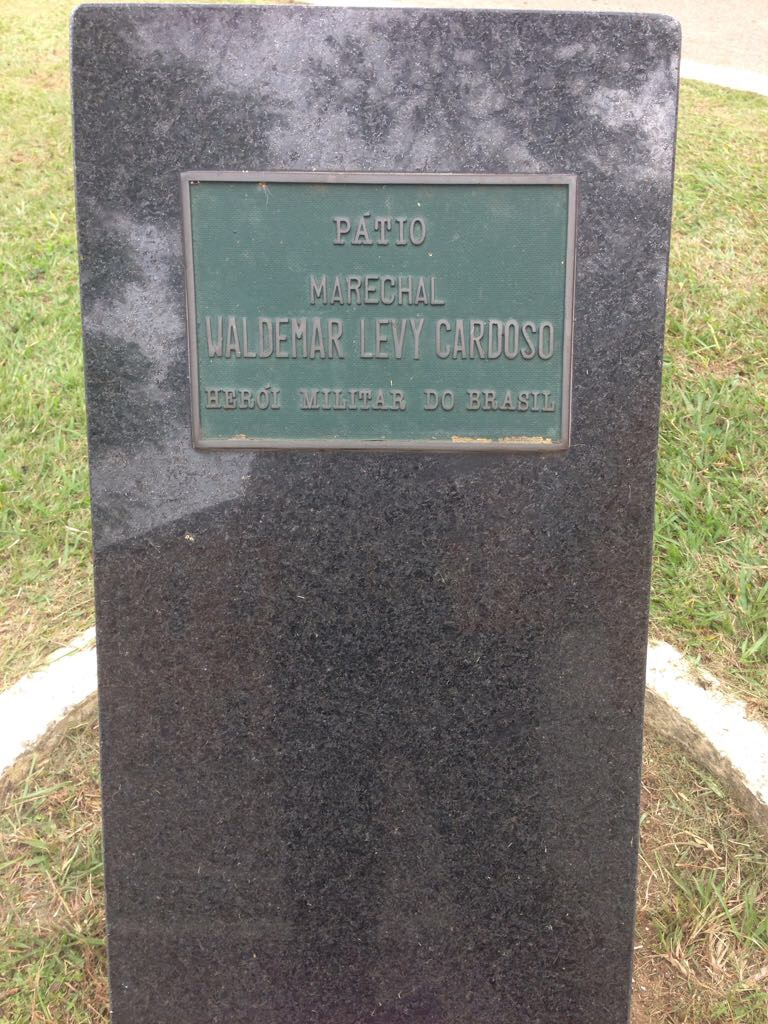
Pátio principal do 2.º Grupo de Artilharia de Campanha, batizado em homenagem ao Marechal Levy Cardoso.

Waldemar Levy Cardoso foi durante muitos anos o último brasileiro detentor da patente de marechal. Ele morreu em 13 de maio de 2009 aos 108 anos, no Hospital Central do Exército, vítima de insuficiência respiratória. No saguão principal do Palácio Duque de Caxias (PDC), familiares, autoridades civis e militares estiveram presentes, prestando sua última homenagem. O sepultamento ocorreu no Cemitério de São João Batista. A guarda da câmara ardente foi composta por Cadetes da Arma de Artilharia da Academia Militar das Agulhas Negras (AMAN), a mesma arma à qual pertenceu o Marechal, e também por soldados do 1º Batalhão de Infantaria Motorizado (Escola) - Regimento Sampaio, trajando uniforme histórico da Força Expedicionária Brasileira (FEB).
Seu corpo foi transladado para o cemitério em uma viatura blindada e, no Monumento Nacional aos Mortos da Segunda Guerra Mundial, recebeu uma salva fúnebre de 19 tiros, realizada pelo 31º Grupo de Artilharia de Campanha (Escola). Chegando ao local de sepultamento, foi recebido por uma guarda fúnebre do 1º Batalhão de Guardas - Batalhão do Imperador. Por ter sido o mais antigo militar combatente da Segunda Guerra, o Marechal Levy detinha o bastão de comando da Força Expedicionária Brasileira.

O pátio principal do Regimento Deodoro, localizado em Itu, unidade onde serviu como aspirante e tenente nos anos 1920 e que comandou nos anos 1950, foi batizado em sua homenagem de "Pátio Marechal Waldemar Levy Cardoso - Herói Militar do Brasil".